# Tariq Ali

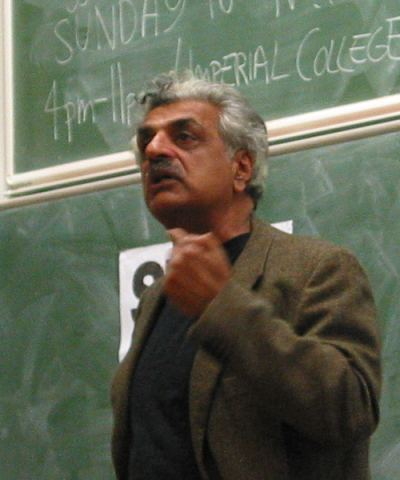
Tariq Ali, 2003

Tariq Ali (* 21. Oktober 1943 in Lahore) ist ein britischer Autor und Filmemacher. Er ist  Redaktionsmitglied der New Left Review.

## Leben und Werk
Ali wurde in Lahore geboren, das damals noch unter britischer Kolonialherrschaft stand und seit 1947 zu Pakistan gehört. Während seiner Studienzeit an der Punjab-Universität organisierte er als Studentenrat öffentliche Demonstrationen gegen Pakistans Militärdiktatur.
Um einer Gefängnisstrafe zu entgehen, emigrierte er nach England. In Oxford studierte er am Exeter College der Universität Oxford Politik und Philosophie und wurde als erster Pakistaner zum Vorsitzenden der Oxford Union gewählt.
In der britischen Studentenbewegung um 1968 und in der Bewegung gegen den Vietnamkrieg nahm Ali eine führende Rolle ein, ebenso in der Redaktion der politisch-gegenkulturellen Zeitschrift The Black Dwarf. 1968 schloss er sich der trotzkistischen International Marxist Group (IMG) an, deren Leitung er lange angehörte und deren in der Öffentlichkeit bekanntestes Mitglied er war. In der Zeit um 1970 stand er im engeren Kontakt zu John Lennon, welcher mit Ali die Textentwürfe zu mehreren Songs diskutierte.
Während des Vietnamkrieges brachten ihm öffentliche Debatten mit Persönlichkeiten wie Henry Kissinger oder Michael Stewart politische Anerkennung ein. Im Jahr 1966 wurde er Mitglied der Bertrand-Russell-Friedensstiftung, für die er in Kriegsgebiete und Krisenregionen reiste. Er entwickelte sich bald zu einem führenden Vordenker und Wortführer der englischen Studentenrevolte von 1968. Seit dieser Zeit ist er auch Mitherausgeber der New Left Review, einer der wichtigsten unabhängigen Zeitungen der internationalen Linken.
Im Jahr 1980 verließ Ali nach internen Streitigkeiten die IMG; in die Labour Party wurde er nicht aufgenommen. Seit dieser Zeit arbeitet Ali, der sich auch weiterhin als radikaler Sozialist und Antiimperialist versteht, primär als Autor und Filmemacher.

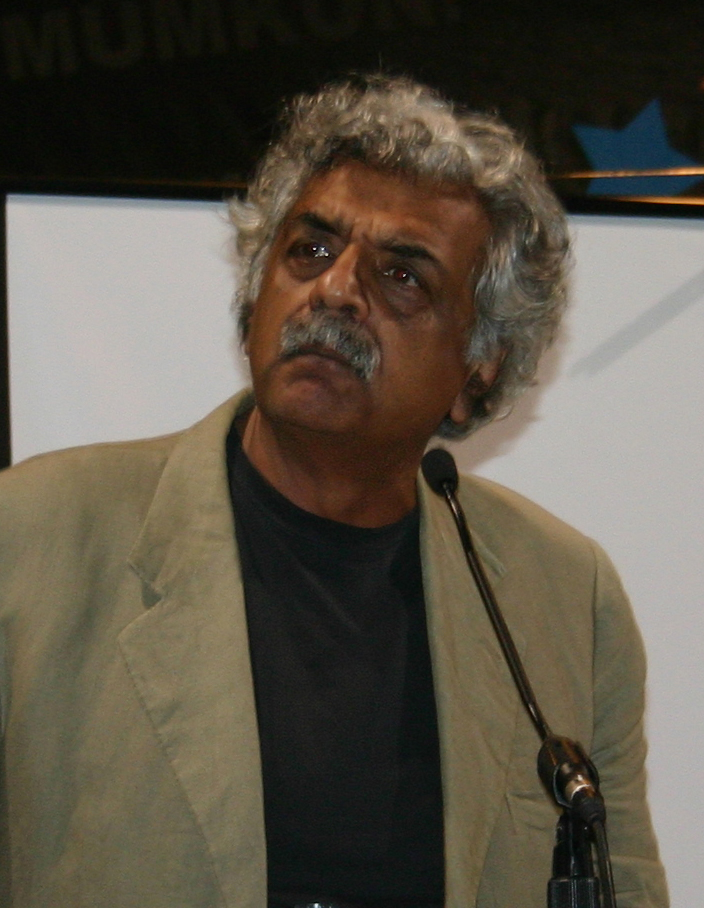
Tariq Ali am 30. September 2006

Ali trat auch als Filmemacher und Schriftsteller hervor, der immer wieder die Konflikte zwischen den westlichen Gesellschaften und seiner islamischen Heimat thematisiert. Als »Grenzgänger zwischen der westlichen und arabischen Welt«, wie ihn Daniel Cohn-Bendit charakterisierte, »kennt er wie kein anderer die Konflikte beider Seiten und ihre historischen Wurzeln.« Nach seinem ersten Roman Redemption (1991; Ü: Erlösung), einer satirischen Darstellung der radikalen Linken in Europa, begann er unter dem Eindruck des ersten Golfkrieges einen fünfteiligen Romanzyklus über den Islam. Shadows of the Pomegranate Tree (1992; dt. Im Schatten des Granatapfelbaums, 1993) beschreibt den Verfall der muslimischen Zivilisation auf der Iberischen Halbinsel. Das Buch wurde in mehrere Sprachen übersetzt und war Alis literarischer Durchbruch. Als viertes Werk aus dieser Reihe erschien zuletzt A Sultan in Palermo (2005; dt. Der Sultan von Palermo, 2005), ein im 12. Jahrhundert angesiedelter historischer Roman, der am Hof des Normannenkönigs Roger II. im islamisch geprägten Sizilien spielt. Die Geschichte des christlichen Herrschers, an dessen Lebensende sich eine Ära der Toleranz gegenüber Muslimen und Juden dem Ende zuneigt, ist mit der biografischen Darstellung des großen Gelehrten, Kartografen, Geografen und Arztes Abu Abdullah Muhammad al-Idrisi verknüpft.
Als Filmemacher tritt er als Produzent und Drehbuchautor seit 1987 in Erscheinung. So war Ali unter anderem an der Produktion von Wittgenstein aus dem Jahre 1993 beteiligt. 2009 verfasste er zusammen mit dem US-amerikanischen Publizisten Mark Weisbrot das Drehbuch zu dem Dokumentarfilm South of the Border, bei dem Oliver Stone die Regie übernahm.
Tariq Ali war Teilnehmer beim Internationalen Literaturfestival Berlin 2002, 2003, 2005 und 2007.
Ali lebt in London.

## Autor
Ali veröffentlichte unter anderem in der taz, Frankfurter Allgemeine Zeitung, Süddeutsche Zeitung, und Financial Times über den Mittleren und Nahen Osten. Ferner publiziert er im The Guardian, CounterPunch (USA) und der London Review of Books.

### Anschläge vom 11. September 2001
Die Terroranschläge am 11. September 2001 bewegten Ali zur Veröffentlichung des Sachbuchs The Clash of Fundamentalisms (2002; dt. Fundamentalismus im Kampf um die Weltordnung, 2002). Er vertritt die These, »dass sich heute zwei Fundamentalismen gegenüberstehen, der religiöse und der imperialistische.«

### Irakkrieg
Im Jahr 2003 veröffentlichte Ali eine ebenso kritische wie deutliche Stellungnahme zum Irakkrieg im selben Jahr. In Bush in Babylon (2003; Bush in Babylon. Die Re-Kolonisierung des Irak, 2003) kritisiert Ali die Bestrebungen der Besatzer, sich den Irak als Rohstoffquelle und neuen Markt untertan zu machen.

### Julian Assange
Am 4. Februar 2020 engagierte sich Ali in einer öffentlichen Veranstaltung im Royal National Hotel in London für den investigativen Journalisten und australischen Politaktivisten Julian Assange. Ali stellt den Fall Assange in einen größeren Zusammenhang, indem er über die Kriege der Vereinigten Staaten spricht und auf die Doppelstandards hinweist, die hier im Hinblick auf das internationale Recht praktiziert werden. Ali schließt seine Rede, indem er unterstreicht, wie wichtig jetzt kollektives Handeln im Fall von Julian Assange ist (siehe Videobeschreibung).

## Publikationen
- Pakistan: Military Rule or People's Power; Jonathan Cape, 1970 (ISBN 0-224-61864-4)
- Chile, Lessons of the Coup: Which Way to Workers Power?; Red Books, 1978 (ISBN 0-85612-107-X)
- Trotsky for Beginners (mit Phil Evans), 1980; deutsch: Trotzki für Anfänger; Rowohlt, Reinbek, 1980 (ISBN 3-499-17537-1)
- Who's Afraid of Margaret Thatcher?: In Praise of Socialism; mit Ken Livingstone, Verso Books, 1984 (ISBN 0-86091-802-5)
- Nehrus and the Gandhis: An Indian Dynasty, 1985; deutsch: Die Nehrus und die Gandhis: Eine indische Dynastie; Ullstein, Frankfurt/Main, 1987 (ISBN 3-550-07196-5, ISBN 3-548-34421-6 u. a.)
- Street Fighting Years: An Autobiography of the Sixties; HarperCollins, 1987 (ISBN 0-00-217779-X); deutsch: Street Fighting Years: Autobiographie eines '68ers; Neuer ISP-Verlag, Köln, 1998
- Revolution from Above: Soviet Union Now; Hutchinson, 1988 (ISBN 0-09-174022-3)
- Moscow Gold; Nick Hern Books, London, 1990
- Can Pakistan Survive?: The Death of a State; Verso Books, 1991 (ISBN 0-86091-260-4)
- Fear of Mirrors; Arcadia Books, 1998 (ISBN 1-900850-10-9)
- Ugly Rumours. An Instant Playscript.; Nick Hern Books, London, 1998
- Clash of Fundamentalisms: Crusades, Jihads and Modernity; 2002; deutsch: Fundamentalismus im Kampf um die Weltordnung: Die Krisenherde unserer Zeit und ihre historischen Wurzeln; Hugendubel, Kreuzlingen, 2003 (ISBN 3-453-86910-9)
- Bush in Babylon; Verso Books, 2003; deutsch Bush in Babylon. Die Re-Kolonisierung des Irak; Diederichs, München, 2003 (ISBN 3-7205-2480-9, ISBN 3-453-62002-X)
- Speaking of Empire and Resistance: Conversations with Tariq Ali; by Tariq Ali, David Barsamian, The New Press, 2005 (ISBN 1-56584-954-X)
- The Dictatorship of Capital; Verso, London, 2005 (ISBN 1-84467-044-9)
- Conversations with Edward Said; Seagull Books, Kalkutta, 2005 (ISBN 1-905422-04-0)
- Rough Music: Blair, Bombs, Baghdad, London, Terror;  Verso London, 2006
- The Leopard and the Fox : A Pakistani Tragedy; Berg; Oxford, 2006 (ISBN 1-905422-29-6)
- Piraten der Karibik: Die Achse der Hoffnung; Hugendubel; Kreuzlingen, 2007 (ISBN 3-7205-3001-9)
- Das Obama-Syndrom: Leere Versprechungen, Krisen und Kriege; 2010 [dt. 2012] (ISBN 3-453-60239-0)
- The Extreme Center. A Warning; Verso London, 2015.
- The Dilemmas of Lenin: Terrorism, War, Empire, Love, Revolution; Verso London, 2017.
- Winston Churchill. His Times, His Crimes; Verso London, 2022.
- You Can't Please All: Memoirs 1980-2024; Verso London, 2024.

### Romane
- Redemption (Erlösung), 1990 (ISBN 0-7011-3394-5)

"Islam Quintet":
- Shadows of the Pomegranate Tree, 1993; deutsch: Im Schatten des Granatapfelbaums; Diederichs, München, 1993 (ISBN 3-424-01187-8, ISBN 3-453-08231-1)
- The Book of Saladin, Verso Books, 1998; deutsch: Das Buch Saladin; Diederichs, München, 1998 (ISBN 3-424-01346-3, ISBN 3-453-81181-X u. a.)
- The Stone Woman, Verso Books, 2000; deutsch: Die steinerne Frau; Hugendubel, Kreuzlingen, 2001 (ISBN 3-89631-416-5, ISBN 3-453-86386-0 u. a.)
- A Sultan in Palermo, 2005; deutsch: Der Sultan von Palermo; Hugendubel, München, Kreuzlingen, 2005 (ISBN 3-7205-2637-2, ISBN 3-453-35025-1)
- Night of the Golden Butterfly, Verso 2010; deutsch: Die Nacht des goldenen Schmetterlings, Heyne, München 2011 (ISBN 3-453-83110-1)